# Lijst van gouverneurs van Assam
Dit is een lijst van gouverneurs van de Indiase deelstaat Assam. De gouverneur is hoofd van de deelstaat en wordt voor een termijn van vijf jaar aangewezen door de president. De rol van de gouverneur is hoofdzakelijk ceremonieel en de echte uitvoerende macht ligt bij de ministerraad, met aan het hoofd de chief minister.
| #    | Naam                                       | Begin termijn     | Einde termijn     |
| ---- | ------------------------------------------ | ----------------- | ----------------- |
| 1    | Muhammad Saleh Akbar Hydari (1894–1948)    | 4 mei 1947        | 28 december 1948  |
|      | Ronald Francis Lodge (1889–1960)           | 30 december 1948  | 15 februari 1949  |
| 2    | Sri Prakasa (1890–1971)                    | 16 februari 1949  | 26 mei 1949       |
| 3    | Jairamdas Daulatram (1891–1979)            | 27 mei 1949       | 14 mei 1956       |
| 4    | Saiyid Fazl Ali (1886–1959)                | 15 mei 1956       | 22 augustus 1959  |
| 5    | Chandreswar Prasad Sinha (1899–1990)       | 23 augustus 1959  | 13 oktober 1959   |
| 6    | Satyavant Mallannah Shrinagesh (1903–1977) | 14 oktober 1959   | 12 november 1960  |
| 7    | Vishnu Sahay (1901–1989)                   | 12 november 1960  | 12 februari 1961  |
| 8    | Satyavant Mallannah Shrinagesh (1903–1977) | 13 februari 1961  | 7 september 1962  |
| 9    | Vishnu Sahay (1901–1989)                   | 7 september 1962  | 16 april 1968     |
| 10   | Braj Kumar Nehru (1909–2001)               | 17 april 1968     | 7 december 1970   |
|      | Parbati Kumar Goswami (1913–1992)          | 8 december 1970   | 4 januari 1971    |
| (10) | Braj Kumar Nehru (1909–2001)               | 5 januari 1971    | 18 september 1973 |
| 11   | Lallan Prasad Singh (1912–1998)            | 19 september 1973 | 11 augustus 1981  |
| 12   | Prakash Chandra Mehrotra (1925–1988)       | 12 augustus 1981  | 28 maart 1984     |
| 13   | Tribeni Sahai Misra (1922–2005)            | 29 maart 1984     | 15 april 1984     |
| 14   | Bhishma Narain Singh (1933–2018)           | 16 april 1984     | 11 mei 1989       |
| 15   | Harideo Joshi (1921–1995)                  | 12 mei 1989       | 26 juli 1989      |
| 16   | A. Raghuvir (1929–2007)                    | 27 juli 1989      | 1 mei 1990        |
| 17   | Devi Dass Thakur (1930–2007)               | 2 mei 1990        | 16 maart 1991     |
| 18   | Loknath Mishra (1921–2009)                 | 17 maart 1991     | 31 augustus 1997  |
| 19   | Srinivas Kumar Sinha (1926–2016)           | 1 september 1997  | 21 april 2003     |
| 20   | Arvind Dave (1940)                         | 21 april 2003     | 4 juni 2003       |
| 21   | Ajai Singh (1935)                          | 5 juni 2003       | 3 juli 2008       |
| 22   | Shiv Charan Mathur (1926–2009)             | 4 juli 2008       | 25 juni 2009      |
| 23   | K. Sankaranarayanan (1932)                 | 26 juni 2009      | 26 juli 2009      |
| 24   | Syed Sibtey Razi (1939)                    | 27 juli 2009      | 10 december 2009  |
| 25   | Janaki Ballabh Patnaik (1927–2015)         | 11 december 2009  | 11 december 2014  |
| 26   | Padmanabha Acharya (1931)                  | 12 december 2014  | 17 augustus 2016  |
| 27   | Banwarilal Purohit (1939)                  | 22 augustus 2016  | 9 oktober 2017    |
| 28   | Jagdish Mukhi (1942)                       | 10 oktober 2017   | huidig            |